# Iglesia de San Pedro (Lárrede)
La iglesia de San Pedro de Lárrede es una iglesia situada en Lárrede, Huesca (España), a unos 7 km de Sabiñánigo, municipio al que pertenece.
Dedicada a San Pedro, fue construida hacia 1050 en estilo románico aragonés, perteneciendo al grupo de iglesias denominado de Serrablo, por encontrarse en la comarca histórica de Serrablo. Este grupo de iglesias se caracteriza por la ausencia de escultura figurativa y ornamental, gruesas molduras aboceladas, vanos en arco de medio punto o ligeramente apuntados encuadrados en una chambrana; en la cabecera, arquería de medio punto con un friso de largos billetes verticales (rollos) a modo de cornisa y nave única rematada en ábside semicircular. San Pedro es una excepción en que tiene planta en forma de cruz latina.
La iglesia fue declarada Monumento Histórico-Artístico en 1931, figura legal que la hace formar parte de la consideración de Bien de Interés Cultural.